# Villa Ekudden, Stockholm

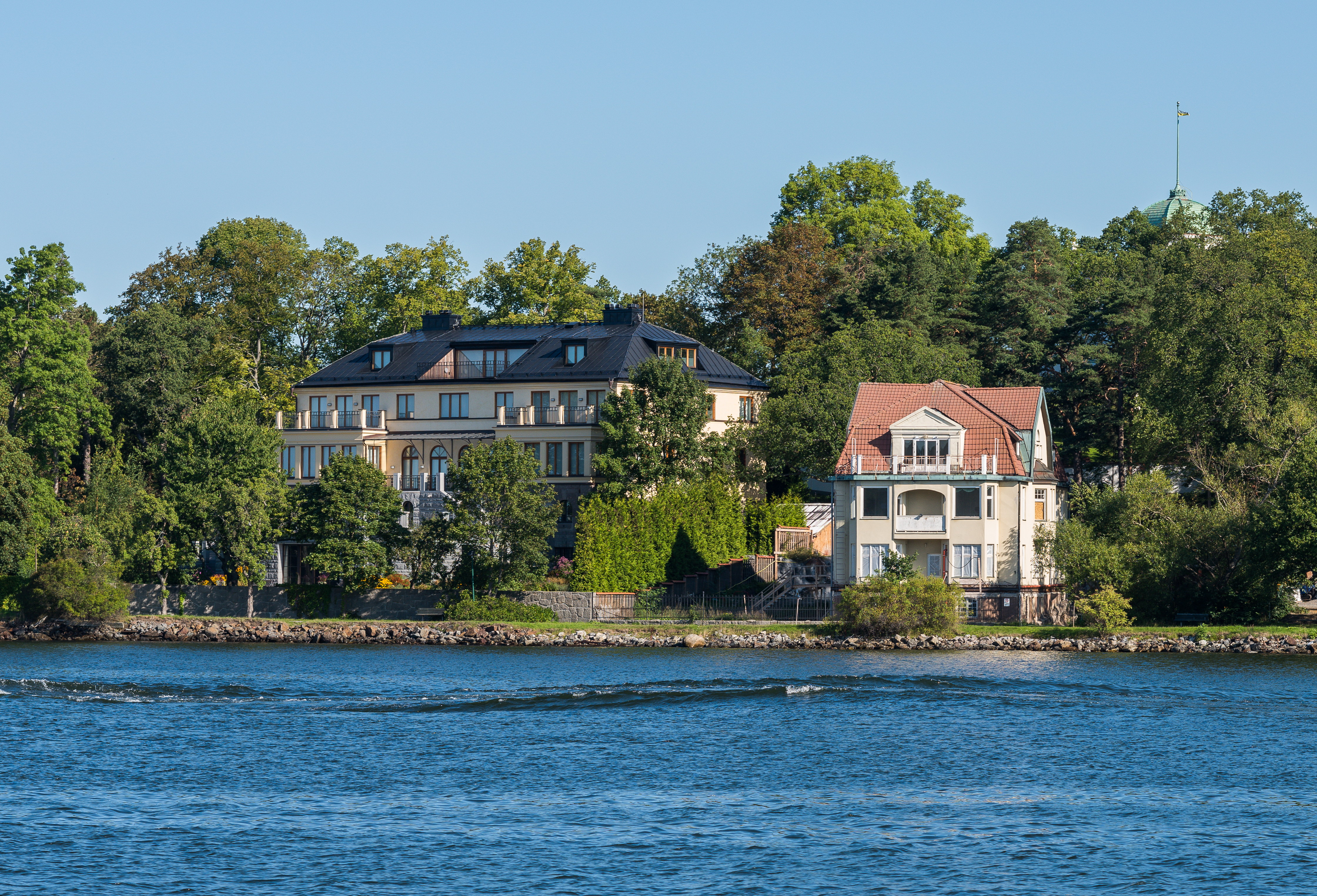
Villa Ekudden (t.v.) med Sjövillan, 2014.

Villa Ekudden är en villa belägen nedanför Thielska galleriet på Blockhusudden, Djurgården i Stockholm. Huset uppfördes som sommarbostad 1874 och är ombyggd efter en brand 1942. Sitt nuvarande utseende fick villan på 1890-talet av arkitekt Gustaf Wickman. Fastigheten består av tre byggnader, varav huvudbyggnaden är cirka 1 000 kvadratmeter stor med 13 rum och kök. Tomten är cirka 12 000 kvadratmeter stor.

## Historik och ägare

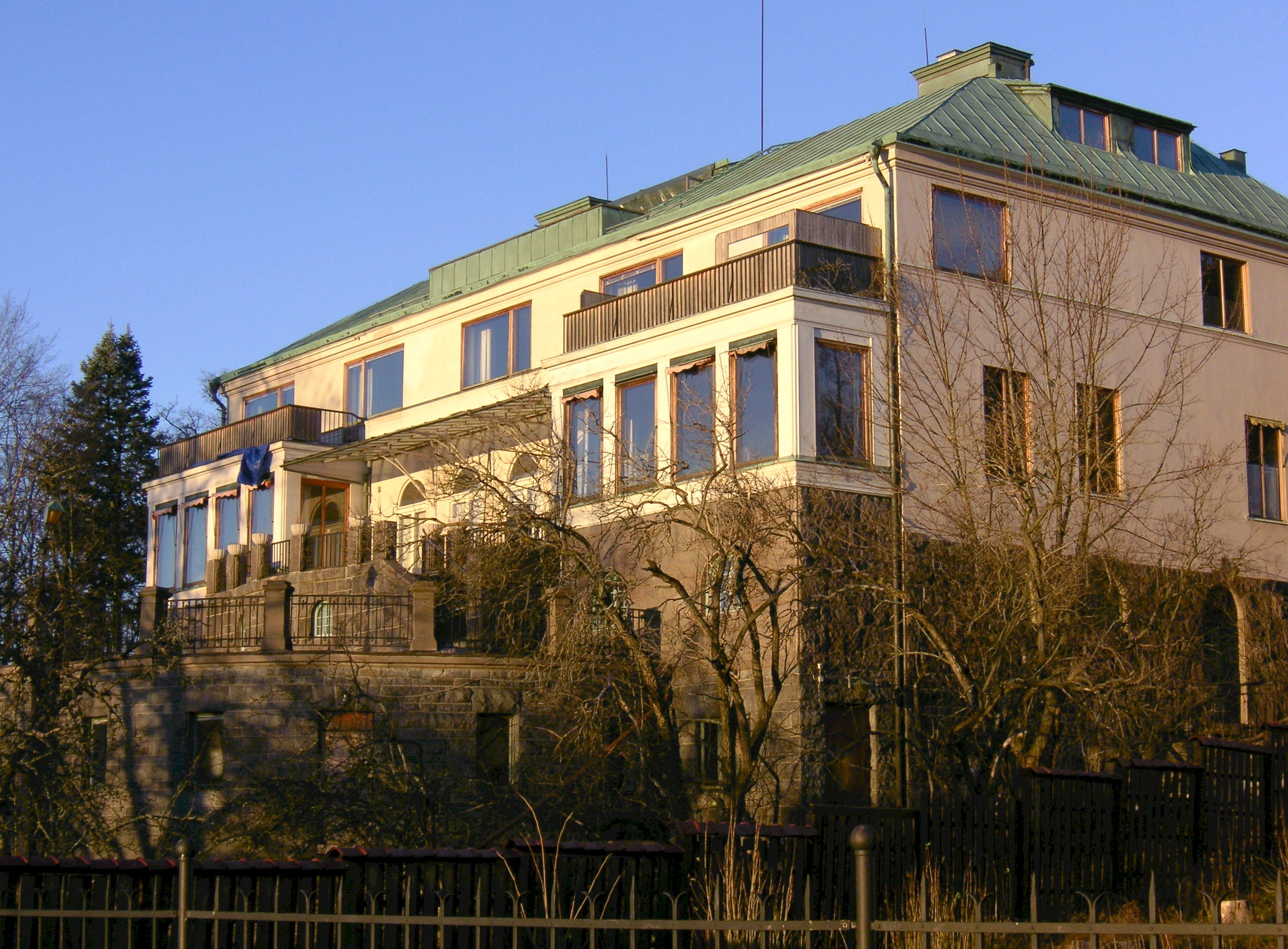
Villa Ekudden.

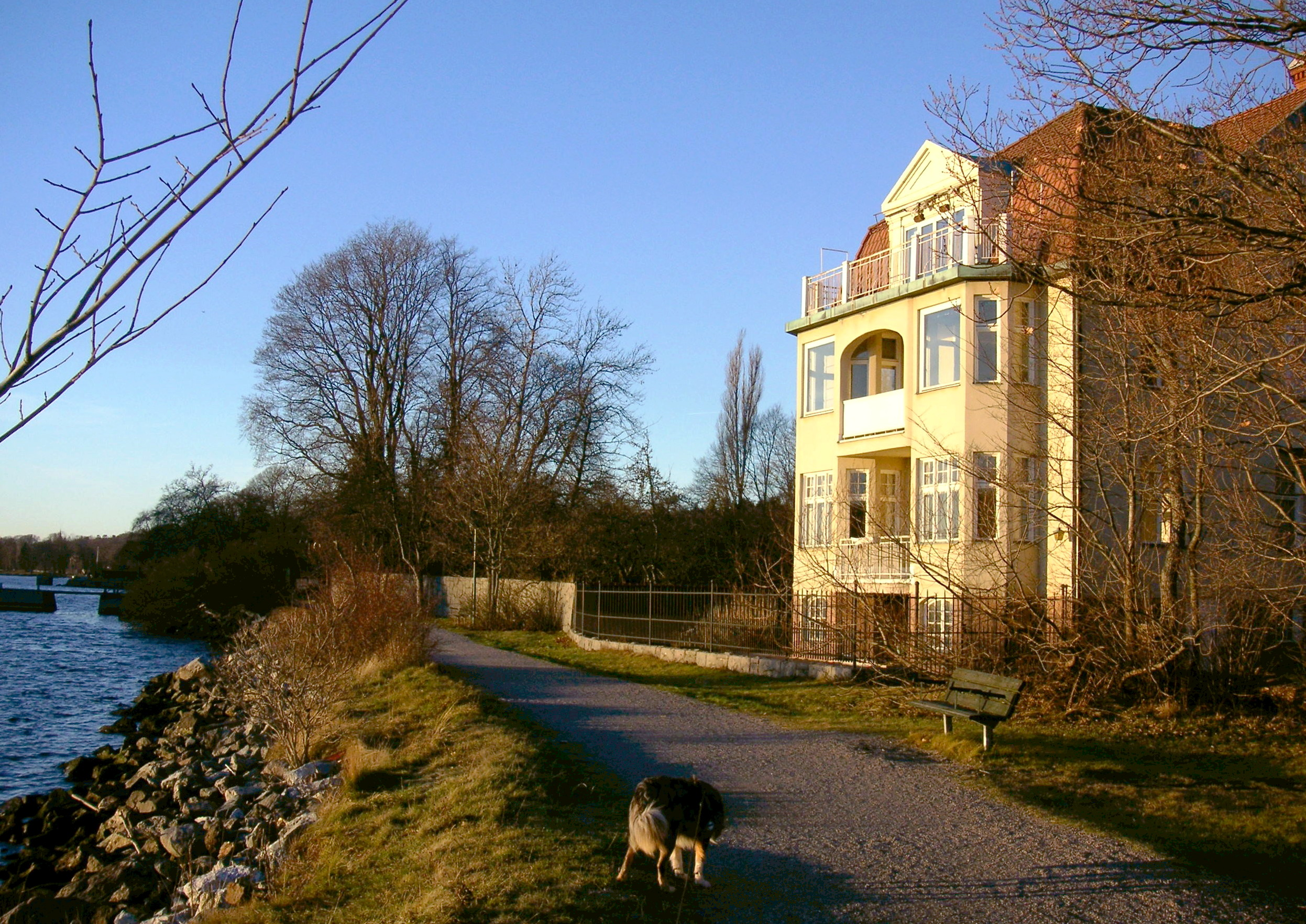
Sjövillan.

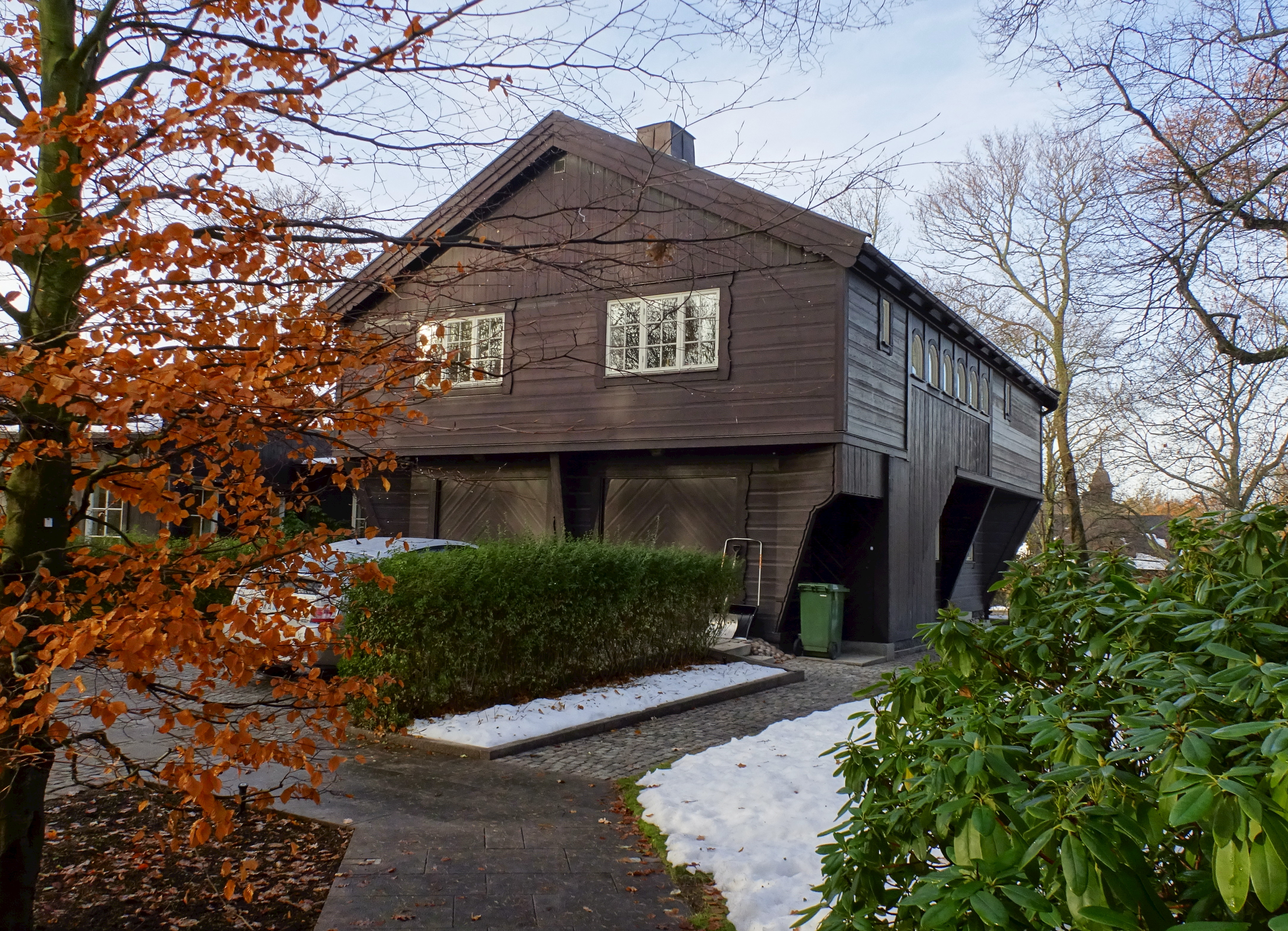
Villa Ornäs.

Villa Ekudden uppfördes 1874 nedanför Eolskulle som sommarnöje för industrimannen Jean Bolinder, en av grundarna av Bolinders Mekaniska Verkstad. Efter Bolinder var ägaren sångaren och kompositören Isidor Dannström och efter honom företagsledaren Oscar Lamm som bodde här fram till 1893. Samma år flyttade bagaren August Reinhold med hustru Alma in. Reinhold stod som byggherre för den ombyggnaden som gav Ekudden sitt utseende och som den huvudsakligen har än idag. Till arkitekt anlitade han Gustaf Wickman. 
August Reinhold avled 1911 men hans änka bodde kvar på Ekudden fram till sin död 1925. Efter henne ägdes fastigheten av hovkörsnären Arvid Lindahl. På 1930-talet kom Ekudden i tidningsägaren Torsten Kreugers ägo. 1942 brann villan och den påföljande ombyggnaden ritades av arkitekt Ivar Tengbom. Efter Kreugers död 1973 bodde hans omgifta änka Diana Kreuger kvar till sin död 1998. Villan förvärvades på senhösten 2000 av konsthandlaren Verner Åmell för cirka 70 miljoner kronor.
Till Ekudden hör även Sjövillan som numera är en egen fastighet belägen vid strandpromenaden längs med Blockhusudden. Här bodde bland andra skalden Anders Österling och konfektionsdirektören Sven Salén (ej att förväxla med redaren Sven Salén). 
Ytterligare en byggnad på den ursprungliga tomten är den tidigare personalbostaden med garage. Huset byggdes som en stor loftbod i stil med Ornässtugan. Idag kallas den Villa Ornäs med adress Blockhusringen 45 och är privatbostad.